# 국제박람회기구

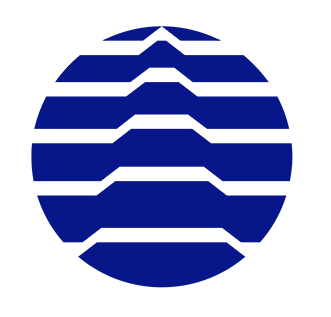

국제박람회기구(Bureau International des Expositions, BIE)는 세계박람회 개최를 원활하게 수행하기 위해 활동하는 국제 기구이다.
프랑스 파리에 본부를 두고 있고, 각 나라별로 1~3명의 대표단으로 구성하여 1년에 두 번 총회를 개최되는데, 임시총회가 열리기도 한다. 총회에서는 주로 박람회 일정 확정, 등록 여부 확정, 협약의 해석 및 보완 등이 논의된다.

## BIE 회원국 현황
현재 170개 BIE 회원국으로 구성되어있다.
| 구분                | 국가 |
| ------------------- | --- |
| 유럽(36개국)        | 그리스, 네덜란드, 노르웨이, 덴마크, 독일, 러시아, 루마니아, 모나코, 몰타, 벨라루스, 벨기에, 불가리아, 키프로스(사이프러스), 산마리노, 스웨덴, 스위스, 스페인, 슬로베니아, 슬로바키아, 안도라, 아이슬란드, 오스트리아, 우즈베키스탄, 우크라이나, 영국, 이탈리아, 체코, 카자흐스탄, 키르기스스탄, 크로아티아, 튀르키예, 포르투갈, 폴란드, 프랑스, 핀란드, 헝가리 |
| 중남미 (30개국)     | 가이아나, 그레나다, 니카라과, 도미니카 연방, 바베이도스, 바하마, 베네수엘라, 벨리즈, 브라질, 수리남, 세인트루시아, 세인트키츠 네비스, 세인트빈센트 그레나딘, 아르헨티나, 앤티가 바부다, 우루과이, 엘살바도르, 코스타리카, 콜롬비아, 쿠바, 트리니다드 토바고, 페루, 아이티, 멕시코, 캐나다, 에콰도르, 과테말라, 온두라스, 파라과이, 파나마                      |
| 아시아 (18개국)     | 라오스, 말레이시아, 몽골, 방글라데시, 베트남, 인도네시아, 일본, 중국, 캄보디아, 태국, 필리핀, 대한민국, 파키스탄, 스리랑카, 몰디브, 네팔, 조선민주주의인민공화국, 타지키스탄, 아프가니스탄 |
| 중동 (12개국)       | 레바논, 아랍에미리트, 오만, 예멘, 이스라엘, 이란, 요르단, 카타르, 시리아, 쿠웨이트, 바레인, 사우디아라비아 |
| 아프리카 (25개국)   | 적도 기니, 나미비아, 나이지리아, 남아프리카 공화국, 마다가스카르, 모로코, 모리타니, 세네갈, 세이셸, 알제리, 우간다, 탄자니아, 토고, 튀니지, 콩고 민주 공화국, 니제르, 코모로, 지부티, 가봉, 가나, 케냐, 말리, 에스와티니, 기니비사우, 코트디부아르(아이보리코스트)                                                                                             |
| 오세아니아 (11개국) | 오스트레일리아, 나우루, 팔라우, 투발루, 마셜 제도, 키리바시, 사모아, 솔로몬 제도, 피지, 바누아투, 통가 |

### 가입 일자별 회원국 목록
| 가입 연도 | 가입 날짜 | 회원국                 |
| --------- | --------- | ---------------------- |
| 1930년    | 12월 17일 | 독일                   |
| 1930년    | 12월 17일 | 루마니아               |
| 1930년    | 12월 17일 | 스웨덴                 |
| 1930년    | 12월 17일 | 스위스                 |
| 1930년    | 12월 17일 | 튀니지                 |
| 1930년    | 12월 17일 | 프랑스                 |
| 1931년    | 1월 14일  | 모로코                 |
| 1931년    | 1월 19일  | 이탈리아               |
| 1931년    | 4월 15일  | 벨기에                 |
| 1932년    | 1월 11일  | 포르투갈               |
| 1932년    | 3월 26일  | 덴마크                 |
| 1933년    | 1월 21일  | 그리스                 |
| 1936년    | 12월 24일 | 노르웨이               |
| 1937년    | 7월 3일   | 핀란드                 |
| 1947년    | 9월 15일  | 레바논                 |
| 1947년    | 12월 8일  | 오스트리아             |
| 1949년    | 6월 17일  | 아이티                 |
| 1949년    | 9월 2일   | 영국                   |
| 1951년    | 1월 6일   | 네덜란드               |
| 1958년    | 4월 29일  | 모나코                 |
| 1959년    | 7월 8일   | 러시아                 |
| 1960년    | 3월 30일  | 벨라루스               |
| 1960년    | 3월 30일  | 우크라이나             |
| 1960년    | 3월 31일  | 불가리아               |
| 1960년    | 4월 1일   | 폴란드                 |
| 1960년    | 4월 1일   | 헝가리                 |
| 1963년    | 1월 2일   | 나이지리아             |
| 1965년    | 1월 8일   | 일본                   |
| 1971년    | 12월 3일  | 스페인                 |
| 1982년    | 11월 17일 | 쿠바                   |
| 1982년    | 11월 23일 | 베네수엘라             |
| 1982년    | 11월 23일 | 코스타리카             |
| 1982년    | 12월 7일  | 니카라과               |
| 1982년    | 12월 7일  | 아르헨티나             |
| 1982년    | 12월 7일  | 페루                   |
| 1983년    | 6월 10일  | 우루과이               |
| 1987년    | 5월 15일  | 대한민국               |
| 1993년    | 3월 24일  | 태국                   |
| 1993년    | 5월 3일   | 중국                   |
| 1993년    | 6월 25일  | 슬로바키아             |
| 1993년    | 8월 12일  | 필리핀                 |
| 1993년    | 9월 1일   | 남아프리카 공화국      |
| 1995년    | 4월 18일  | 말레이시아             |
| 1995년    | 6월 19일  | 체코                   |
| 1997년    | 2월 4일   | 오만                   |
| 1997년    | 4월 7일   | 멕시코                 |
| 1997년    | 4월 9일   | 카타르                 |
| 1997년    | 4월 9일   | 캄보디아               |
| 1997년    | 4월 25일  | 세인트빈센트 그레나딘  |
| 1997년    | 5월 3일   | 세인트루시아           |
| 1997년    | 5월 9일   | 라오스                 |
| 1997년    | 5월 12일  | 벨리즈                 |
| 1997년    | 5월 13일  | 세인트키츠 네비스      |
| 1997년    | 5월 15일  | 앤티가 바부다          |
| 1997년    | 5월 16일  | 수리남                 |
| 1997년    | 5월 20일  | 엘살바도르             |
| 1997년    | 5월 21일  | 바하마                 |
| 1997년    | 5월 26일  | 가이아나               |
| 1997년    | 5월 26일  | 바베이도스             |
| 1997년    | 6월 2일   | 알제리                 |
| 1997년    | 6월 2일   | 우즈베키스탄           |
| 1997년    | 6월 3일   | 몽골                   |
| 1997년    | 6월 3일   | 탄자니아               |
| 1997년    | 6월 3일   | 팔라우                 |
| 1997년    | 6월 4일   | 나미비아               |
| 1997년    | 6월 4일   | 마다가스카르           |
| 1997년    | 6월 4일   | 카자흐스탄             |
| 1997년    | 6월 4일   | 키르기스스탄           |
| 1997년    | 6월 5일   | 그레나다               |
| 1997년    | 6월 5일   | 나우루                 |
| 1997년    | 6월 5일   | 도미니카 연방          |
| 1997년    | 6월 5일   | 세이셸                 |
| 1997년    | 6월 5일   | 예멘                   |
| 1997년    | 6월 5일   | 인도네시아             |
| 1997년    | 6월 6일   | 방글라데시             |
| 1997년    | 6월 6일   | 아랍에미리트           |
| 1997년    | 6월 6일   | 콜롬비아               |
| 1997년    | 6월 10일  | 이스라엘               |
| 1997년    | 6월 10일  | 토고                   |
| 1997년    | 6월 11일  | 우간다                 |
| 1999년    | 1월 22일  | 아이슬란드             |
| 1999년    | 5월 17일  | 브라질                 |
| 1999년    | 11월 4일  | 키프로스               |
| 2000년    | 3월 15일  | 몰타                   |
| 2002년    | 4월 24일  | 모리타니               |
| 2002년    | 11월 14일 | 이란                   |
| 2003년    | 3월 14일  | 크로아티아             |
| 2003년    | 4월 11일  | 베트남                 |
| 2004년    | 10월 5일  | 산마리노               |
| 2004년    | 10월 5일  | 튀르키예               |
| 2004년    | 11월 2일  | 슬로베니아             |
| 2004년    | 11월 22일 | 세네갈                 |
| 2004년    | 12월 3일  | 안도라                 |
| 2004년    | 12월 10일 | 요르단                 |
| 2004년    | 12월 17일 | 적도 기니              |
| 2007년    | 5월 18일  | 에콰도르               |
| 2007년    | 6월 4일   | 파키스탄               |
| 2007년    | 7월 2일   | 시리아                 |
| 2007년    | 7월 27일  | 쿠웨이트               |
| 2007년    | 9월 12일  | 마셜 제도              |
| 2007년    | 9월 12일  | 투발루                 |
| 2007년    | 9월 17일  | 가봉                   |
| 2007년    | 9월 18일  | 키리바시               |
| 2007년    | 9월 28일  | 콩고 민주 공화국       |
| 2007년    | 10월 5일  | 니제르                 |
| 2007년    | 10월 11일 | 지부티                 |
| 2007년    | 10월 12일 | 코모로                 |
| 2007년    | 11월 5일  | 기니                   |
| 2007년    | 11월 5일  | 사우디아라비아         |
| 2007년    | 11월 6일  | 사모아                 |
| 2007년    | 11월 8일  | 솔로몬 제도            |
| 2007년    | 11월 8일  | 피지                   |
| 2007년    | 11월 9일  | 몰디브                 |
| 2007년    | 11월 9일  | 바레인                 |
| 2007년    | 11월 9일  | 온두라스               |
| 2007년    | 11월 13일 | 말리                   |
| 2007년    | 11월 13일 | 스리랑카               |
| 2007년    | 11월 14일 | 가나                   |
| 2007년    | 11월 14일 | 에스와티니             |
| 2007년    | 11월 14일 | 파라과이               |
| 2007년    | 11월 15일 | 기니비사우             |
| 2007년    | 11월 16일 | 바누아투               |
| 2007년    | 11월 16일 | 코트디부아르           |
| 2007년    | 11월 16일 | 파나마                 |
| 2007년    | 11월 19일 | 네팔                   |
| 2007년    | 11월 19일 | 동티모르               |
| 2007년    | 11월 19일 | 조선민주주의인민공화국 |
| 2007년    | 11월 19일 | 케냐                   |
| 2007년    | 11월 19일 | 타지키스탄             |
| 2007년    | 11월 19일 | 통가                   |
| 2007년    | 11월 22일 | 감비아                 |
| 2007년    | 11월 22일 | 도미니카 공화국        |
| 2007년    | 11월 22일 | 라이베리아             |
| 2007년    | 11월 22일 | 이집트                 |
| 2007년    | 11월 22일 | 칠레                   |
| 2007년    | 11월 22일 | 콩고 공화국            |
| 2008년    | 3월 3일   | 수단                   |
| 2008년    | 3월 11일  | 리비아                 |
| 2008년    | 3월 12일  | 에리트레아             |
| 2008년    | 3월 18일  | 조지아                 |
| 2008년    | 3월 20일  | 르완다                 |
| 2008년    | 3월 21일  | 부룬디                 |
| 2008년    | 3월 25일  | 보스니아 헤르체고비나  |
| 2008년    | 3월 25일  | 부르키나파소           |
| 2008년    | 3월 25일  | 시에라리온             |
| 2008년    | 3월 26일  | 중앙아프리카 공화국    |
| 2008년    | 5월 19일  | 아제르바이잔           |
| 2008년    | 5월 25일  | 아르메니아             |
| 2008년    | 5월 26일  | 모리셔스               |
| 2008년    | 7월 1일   | 알바니아               |
| 2009년    | 2월 2일   | 리투아니아             |
| 2009년    | 5월 15일  | 에스토니아             |
| 2010년    | 1월 8일   | 세르비아               |
| 2011년    | 10월 5일  | 말라위                 |
| 2011년    | 10월 26일 | 레소토                 |
| 2011년    | 11월 25일 | 앙골라                 |
| 2012년    | 6월 7일   | 아프가니스탄           |
| 2012년    | 7월 16일  | 몬테네그로             |
| 2012년    | 9월 16일  | 투르크메니스탄         |
| 2012년    | 9월 18일  | 베냉                   |
| 2013년    | 4월 9일   | 뉴질랜드               |
| 2013년    | 4월 9일   | 모잠비크               |
| 2013년    | 4월 9일   | 소말리아               |
| 2013년    | 5월 24일  | 차드                   |
| 2013년    | 5월 28일  | 남수단                 |
| 2013년    | 10월 8일  | 카메룬                 |
| 2015년    | 4월 7일   | 잠비아                 |
| 2017년    | 5월 10일  | 미국                   |
| 2021년    | 7월 5일   | 짐바브웨               |

## 같이 보기
- 세계박람회